# Tettau (Brandebourg)
Pour les articles homonymes, voir Tettau.
Tettau est une commune allemande de l'arrondissement de Haute-Forêt-de-Spree-Lusace, Land de Brandebourg.

## Géographie
Tettau est situé à l'extrême nord-ouest de la Haute-Lusace, à la frontière orientale du Schraden et à la limite occidentale de l'arrondissement. Au nord coule l'Elster Noire et au sud le Pulsnitz.
|          | Lauchhammer |            |
| Schraden | Tettau      | Frauendorf |
|          | Lindenau    |            |

## Histoire
Tettau est mentionné pour la première fois en 1220.
Le 19 mai 1974, les villages voisins Frauendorf et Lindenau sont incorporés à Tettau. Lindenau se sépare le 6 mai 1990 de Tettau et devient une municipalité indépendante. Le 6 décembre 1993 a lieu la séparation de Frauendorf.

## Personnalités liées à la commune
- Heinrich Nicklisch (1876-1946), professeur d'économie.

## Source, notes et références
- (de) Cet article est partiellement ou en totalité issu de l’article de Wikipédia en allemand intitulé « Tettau (Brandenburg) » (voir la liste des auteurs).